# خوردگی بین‌دانه‌ای

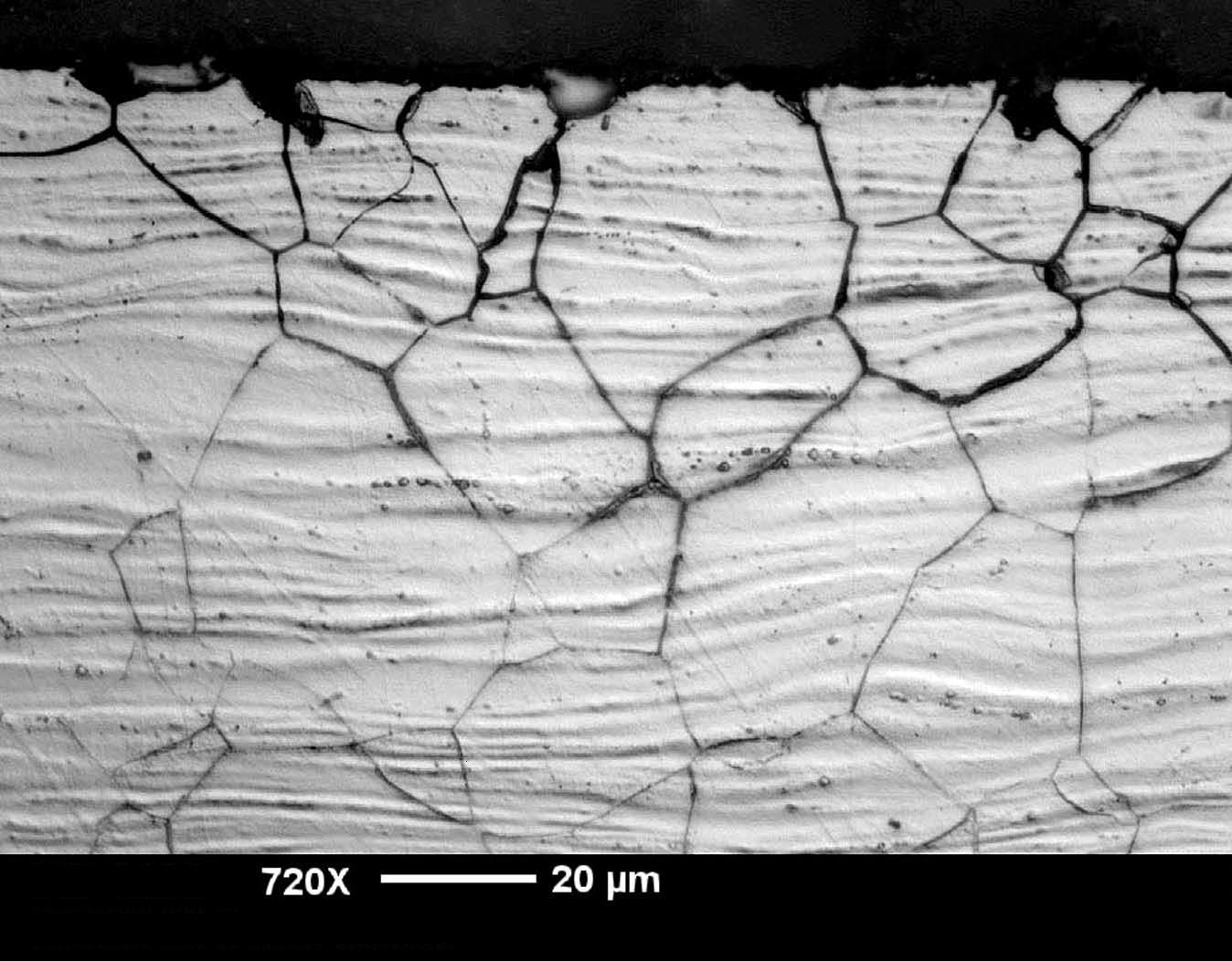
نمای میکروسکپی از مقطع صیقلی ماده ای که مورد خوردگی بین دانه ای قرارگرفته.

خوردگی بین‌دانه‌ای (به انگلیسی: Intergranular corrosion (IGC)) یا خوردگی بین کریستالی که با عنوان حمله بین‌دانه‌ای (به انگلیسی: intergranular attack (IGA)) نیز شناخته می‌شود، گونه‌ای از خوردگی است که در آن مرز کریستالیت‌ها یا دانه‌های مواد بیشتر از قسمت‌های داخلی آن‌ها مستعد خوردگی است. این نوع خوردگی بیشتر به دلیل انحلال ترجیحی یک ترکیب در یک ماده چند فازی ایجاد می‌شود که منجر به حمله موضعی در امتداد مرزهای دانه می‌شود.

## ویژگی‌ها

### فولاد و آلیاژهای آن
این وضعیت می‌تواند به طریقی دیگر در آلیاژهای مقاوم در برابر خوردگی نیز رخ دهد، زمانی که مرزدانه‌ها از برخی از مکانیزم‌های مهار کننده خوردگی مانند کروم تخلیه می‌شود که تحت عنوان تخریب مرزدانه‌ها نیز شناخته می‌شود. در آلیاژهای نیکل و فولادهای ضدزنگ آستینیتی، که کروم برای مقاوم شدن در برابر خوردگی افزوده می‌شود، مکانیزم درگیر، رسوب کروم کاربید در مرزدانه هاست که به تشکیل مناطق تخلیه شده از کروم مجاور مرز دانه‌ها منتج می‌شود. (به این فرایند حساس سازی می‌گویند. sensitization). حداقل در حدود ۱۲٪ کروم برای اطمینان از انفعال مورد نیاز است، مکانیزمی که به‌وسیلهٔ آن یک لایه نامرئی فوق‌العاده نازک، معروف به لایه غیرفعال، بر روی سطح فولاد زنگ نزن تشکیل می‌شود. این لایه نازک غیرفعال از فلز در برابر محیط‌های خورنده محافظت می‌کند. ویژگی خودترمیمی لایه نازک غیرفعال فولاد را زنگ نزن می‌کند. حل شویی انتخابی (Selective leaching) اغلب شامل مکانیزم‌های کاهش مرزدانه است.
این نواحی همچنین نقش زوج‌های گالوانیک محلی را نیز دارند، که باعث خوردگی گالوانیک می‌شوند. این شرایط زمانی رخ می‌دهد که ماده تا دمای حدود ۷۰۰ درجه سلسیوس گرم می‌شود و تا مدت طولانی در این وضعیت می‌ماند و اغلب در هنگام جوشکاری یا یک عملیات حرارتی نامناسب اتفاق می‌افتد. وقتی نواحی ای از این دست مواد به دلیل جوشکاری نامناسب تشکیل می‌شوند، خوردگی حاصل از آن خوردگی جوش (پوسیدگی جوش) نامیده می‌شود. فولادهای ضدزنگ می‌توانند با افزودن تیتانیم، نیوبیم یا تانتال در برابر این رفتار مقاوم شوند که تشکیل تیتانیم کاربید، نیوبیم کاربید یا تانتال کاربید (ترجیحاً کروم کاربید) با کاهش محتوای کربن در صورت جوشکاری و همچنین در آلیاژ پرکننده کمتر از ۰٫۰۲٪ یا با گرم کردن کل موضع به بیشتر از دمای ۱۰۰۰درجه سلسیوس و آبدهی آن دهد، که منجر به انحلال کروم کاربید در دانه‌ها شده و سپس از رسوب‌دهی و خوردگی آن جلوگیری می‌کند. راه ممکن دیگر هم به اندازه کافی نازک نگهداشتن قسمت جوشکاری شده‌است به طوری که در حین خنک شدن، فلز خیلی زود گرما از دست بدهد تا کروم کاربید رسوب کند. ASTM A923, ASTM A262 و دیگر تست‌های مشابه اغلب برای تعیین حساسیت فولادهای ضدزنگ نسبت به خوردگی بین دانه ای استفاده می‌شود. این آزمایش‌ها نیاز به اچ کردن (etching) با مواد شیمیایی ای دارد که وجود ذرات بین فلزی را نشان می‌دهد، گاهی آزمایش‌ها با آزمون شارپی دهانه V-شکل (Charpy V-Notch) و دیگر تست‌های مکانیکی همراه است.
نوع مرتبط دیگری از خوردگی بین دانه ای خوردگی نایف لاین (knifeline attack (KLA)) است. خوردگی نایف لاین، فولاد پایدارشده با نیوبیم را تحت تأثیر قرار می‌دهد. (مانند فولاد ضدزنگ ۳۴۷). تیتانیم، نیوبیم و کاربید آنها در فولاد در دماهای بسیار بالا حل می‌شوند. در برخی روش‌های خنک سازی (وابسته به سرعت خنک‌کنندگی)، نیوبیم کاربید رسوب نمی‌کند و سپس فولاد مثل فولاد پایدار نشده رفتار خواهد کرد و به جای آن کروم کاربید تشکیل می‌دهد. این وضعیت تنها یک ناحیه نازک به عرض چند میلی‌متر در نزدیکی محل جوش را تحت تأثیر قرار می‌دهد، در نتیجه تشخیص آن را دشوار کرده و سرعت خوردگی را افزایش خواهد داد. سازه‌های ساخته شده از چنین فولادهایی باید تا دمای ۱۰۶۵ درجه سلسیوس گرم شوند (معادل ۱۹۵۰ فارنهایت) تا نهایتاً کروم کاربید انحلال یافته و نیوبیم کاربید تشکیل شود. سرعت خنک سازی پس از این عملیات اهمیتی ندارد.

### آلومینیم و آلیاژهای آن
آلیاژهای پایه آلومینیم، اگر لایه‌هایی از موادی به‌عنوان آند در بین بلورهای غنی از آلومینیم حضور یابند، ممکن است به خوردگی بین دانه ای حساس شوند. آلیاژهای آلومینیم با مقاومت بالا، مخصوصاً زمانیکه اکسترود (روزن رانی) شده یا در معرض دماهای بالا در حین عملیات قرار بگیرند می‌توانند تحت خوردگی پوسته ای ((Exfoliation Corrosion (metallurgy) در جایی که محصولات خوردگی، بین دانه‌های صاف و تطویل شده تشکیل می‌شود و آنها را جدا می‌کند، قرار گرفته، که سبب اثر مدل کشی یا لایه کاری می‌شود و معمولاً از لبه‌ها تا کل ساختار منتشر می‌شود. خوردگی بین دانه ای مخصوصاً برای آلیاژهایی که درصد بالای مس دارند نگران کننده است.
سایر آلیاژها نیز می‌توانند تحت لایه لایه شدن قرارگیرند. حساسیت آلیاژ مس نیکل (Cupronickel) و میزان نیکل با هم افزایش می‌یابند. اصطلاح جامع تر برای این کلاس از خوردگی، خوردگی لایه ای یا پوسته ای است. آلیاژهای آهن زمانیکه حجم اکسید آهن حدود هفت برابر بیشتر از حجم فلز اصلی باشد، حساس به خوردگی لایه ای هستند که سبب ایجاد تنش‌های کششی داخلی و پارگی ماده می‌گردد. آثار مشابه سبب تشکیل لایه‌هایی در فولاد ضدزنگ، به‌واسطه اختلاف انبساط گرمایی بین اکسیدها و فلزات، می‌شود.
آلیاژهای پایه مس زمانیکه مقدار مس در مرزدانه‌ها کاهش یافته و تهی می‌گردد، حساس می‌شوند. آلیاژهای ناهمسانگرد (Anisotropic) وقتی در شرایط فشار کاری یا کار سنگین واقع می‌شوند، سبب ایجاد دانه‌های بلند و تخت می‌گردد که مخصوصاً مستعد خوردگی بین دانه ای می‌شوند.
خوردگی بین دانه ای به‌وسیلهٔ فشارها و تنش‌های محیطی فعال می‌گردد که اصطلاحاً به آن stress corrosion cracking می‌گویند. خوردگی بین دانه ای می‌تواند با متدهای فراصوت و جریان گردابی شناسایی شود.

## اثر حساس‌سازی
حساس‌سازی به ته‌نشینی کاربیدها در مرزدانه‌های فولاد ضدزنگ یا آلیاژهای آن اشاره دارد که باعث می‌شود فولاد یا آلیاژ به خوردگی بین دانه‌ای یا ترک خوردگی بین دانه ای ناشی از تنش مستعد شود. آلیاژهای خاص زمانیکه در معرض دماهایی که به آن دمای حساس کننده می‌گویند قرار بگیرند بیشتر در معرض خوردگی بین دانه ای هستند. در یک محیط خورنده، رابط دانه‌های اینگونه آلیاژهای حساس سازی شده، بسیار واکنشی گردیده و نتیجتاً خوردگی بین دانه ای در آنها اتفاق می‌افتد. این موضوع با عنوان یک حمله موضعی درون و مجاور مرزدانه‌ها شناخته می‌شود که رابطه کمی با خوردگی در خود دانه‌ها دارد. آلیاژ متلاشی شده ممکن است مقاومتش را از دست بدهد.

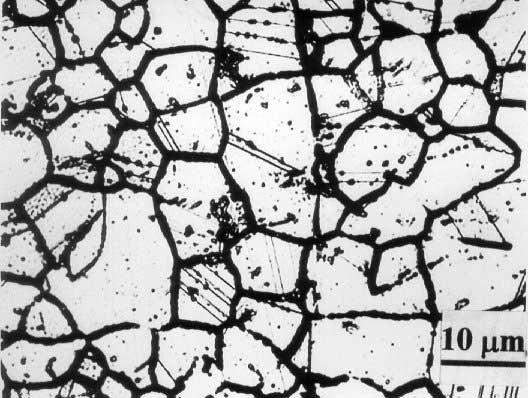
میکروساختار به شدت حساس شده

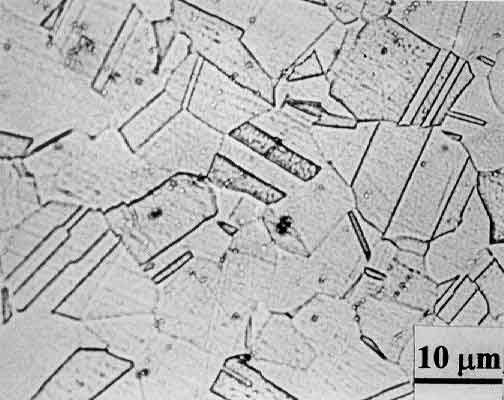
میکروساختار حساس سازی نشده

تصاویر، میکرو ساختار یک فولاد ضدزنگ ۳۰۴ نرمال شده (حساس سازی نشده) معمولی و یک نمونه بسیار حساس شده را نشان می‌دهند. نمونه‌ها پیش از تصویر برداری، صیقلی و اچ زده، شده‌اند. نواحی حساس سازی شده به‌صورت خط‌های تیره و طویلی که مایع اچ باعث خوردگی در آنها شده را نشان داده شده‌اند. خطوط تیره شامل کاربیدها و محصولات خوردگی هستند. خوردگی بین دانه ای به‌طور کلی به دلیل تفکیک ناخالصی‌ها در مرزدانه یا بخاطر غنی سازی یا تخلیه یکی از عناصر آلیاژی در مرزدانه‌ها، شناخته می‌شود. . بنابراین در آلیاژهای خاص آلومینیوم نشان داده شده‌است که مقدار کمی آهن در مرز دانه‌ها تفکیک شده و باعث خوردگی بین دانه ای می‌شود. همچنین نشان داده شده‌است که نوعی روی (Zinc) که دارای مقدار بیشتری برنج (Brass) در معرض خوردگی بیشتری است. آلیاژهای با مقاومت بالای آلومینیم مانند آلیاژهای از نوع دورالومین ((Duralumin-type alloys (Al-Cu) که برای مقاوم‌سازی به فازهای رسوبی وابسته اند، در نتیجه حساس سازی در دمای ۱۲۰ درجه سلسیوس در برابر خوردگی بین دانه ای مستعد تر می‌شوند. آلیاژهای غنی از نیکل مانند اینکونل 600 (Inconel) و اینکولوی 800 (Incoloy) هم این حساسیت و استعداد را نشان می‌دهند. آلیاژهای روی ریخته‌گری شده تحت فشار که دارای آلومینیم هستند به خاطر وجود بخار در محیط‌های ساحلی و دریایی دچار خوردگی بین دانه ای می‌شوند.
فولادهای کروم-منگنز و کروم-منگنز-نیکل (Cr-Mn & Cr-Mn-Ni Steels) در نتیجه حساس سازی شدن در دمای بین ۴۲۰ تا ۸۵۰ درجه سلسیوس نیز مستعد خوردگی بین دانه ای هستند. فولاد ضدزنگ آستنیت هم زمانیکه در دمای بین ۵۲۰ تا ۸۰۰ درجه سلسیوس گرما داده شود، تخلیه کروم در ناحیه مرزدانه‌ها اتفاق افتاده و به خوردگی حساس می‌شود. اینگونه حساس سازی‌ها در فولاد ضدزنگ آستنیت به راحتی می‌تواند به خاطر برخی الزامات سرویس‌های گرمایی مانند مولد بخار یا حتی جوشکاری مجدد یک ساختار شکل گرفته اتفاق بیفتد.

### روش‌های کنترل
روش‌های بسیاری برای کنترل یا به حداقل رساندن خوردگی بین دانه ای در آلیاژهای حساس و مستعد، مورد استفاده قرار گرفته‌اند. به ویژه برای فولاد ضدزنگ آستنیت. برای مثال، یک محلول در دمای بالا برای عملیات حرارتی، که معمولاً محلول تابکاری، فرونشاندن تابکاری یا فرونشاندن محلولی عنوان می‌شود، مورد استفاده قرارگرفته اند. آلیاژ تا دمای حدود ۱۰۶۰ تا ۱۱۲۰ درجه سلسیوس گرما داده می‌شود و سپس آبداده می‌شود. این روش به‌طور کلی برای عملیات در مجموعه‌های بزرگ مناسب نیست؛ و همچنین در جاهایی که برای تعمیر یا چسباندن قطعات دیگر، جوشکاری انجام شده بی تأثیر است.
تکنیک کنترلی دیگری که برای پیشگیری از خوردگی بین دانه ای استفاده شده‌اند شامل تشکیل دهندگان قوی کاربیدها یا عناصر تثبیت کننده هستند. مانند نیوبیم یا تیتانیوم در فولاد ضدزنگ. اینگونه عناصر دارای میل بیشتری به کربن نسبت به کروم هستند. تشکیل کاربید با این عناصر باعث کاهش کربن موجود در آلیاژ برای تشکیل کاربیدهای کروم می‌شود. مثل یک فولاد ضدزنگ تثبیت شده آستنیتی کروم-نیکل-مس حاوی تیتانیوم که در U.S. Pat. No. 3,562,781 موجود است. فولاد ضدزنگ ممکن است در ابتدا در مقدار کربن، به کمتر از ۰٫۰۳ درصد نیز برسد که این کمبود کربن برای تشکیل کربید فراهم شده. این تکنیک‌ها بسیار گران هستند و تا اندازه ای موثرند. فولادها با درصد کمتر کربن در دمای بالا اغلب مقاومت کمتری از خود نشان می‌دهند.

## همچنین
شکست مرزدانه‌ای (intergranular fracture)